# Антиснайпер (прицел)
Антиснайпер — серия российских ночных прицелов, основным назначением которых является поиск и обнаружение оптоэлектронных приборов наблюдения противника в условиях плохой видимости. Принцип действия основан на регистрации отражённого сигнала от фокально расположенных элементов оптической системы прицела противника. В качестве источника подсветки используется полупроводниковый лазер. Серия разработана новосибирским объединением ЦКБ «Точприбор» по заказу Министерства обороны России. Производство налажено на Новосибирском приборостроительном заводе.

## Индексы Минобороны для прицелов
- 1ПН106 — для снайперских винтовок СВД и СВДС;
- 1ПН119 — для единых пулемётов ПКМН и «Печенег»;
- 1ПН120 — для снайперских винтовок СВДК;
- 1ПН121 — для крупнокалиберных снайперских винтовок АСВК;
- 1ПН123[1] — для снайперских винтовок СВ-98.

## Tактико-технические характеристики прицела
Устройства в варианте прицела позволяет обеспечить надёжное обнаружение замаскированного противника в широком диапазоне освещённости окружающей среды (от 1,5×10−4 до 1,5×104 люксa).

### Параметры канала подсветки (излучающего тракта)
- Масса, кг — 3,5
- Средняя мощность излучения, мВт — 9
- Угловое поле сканирования, градусы — 1,53×0,65
- Дальность распознавания ростовой фигуры не менее, м — 600
- Время непрерывной работы от одного комплекта батарей, не менее, час — 12

### Параметры визирного канала
- Диаметр выходного зрачка, мм — 7
- Удаление выходного зрачка, мм — 65
- Фокусное расстояние объектива, мм — 100
- Видимое увеличение, крат — 3,8
- Угол обзора, градусы — 9,0
- Дальность обнаружения снайперского прицела ПСО-1 не менее, м — 90

## Другие системы обнаружения

### Прибор «Антиснайпер»

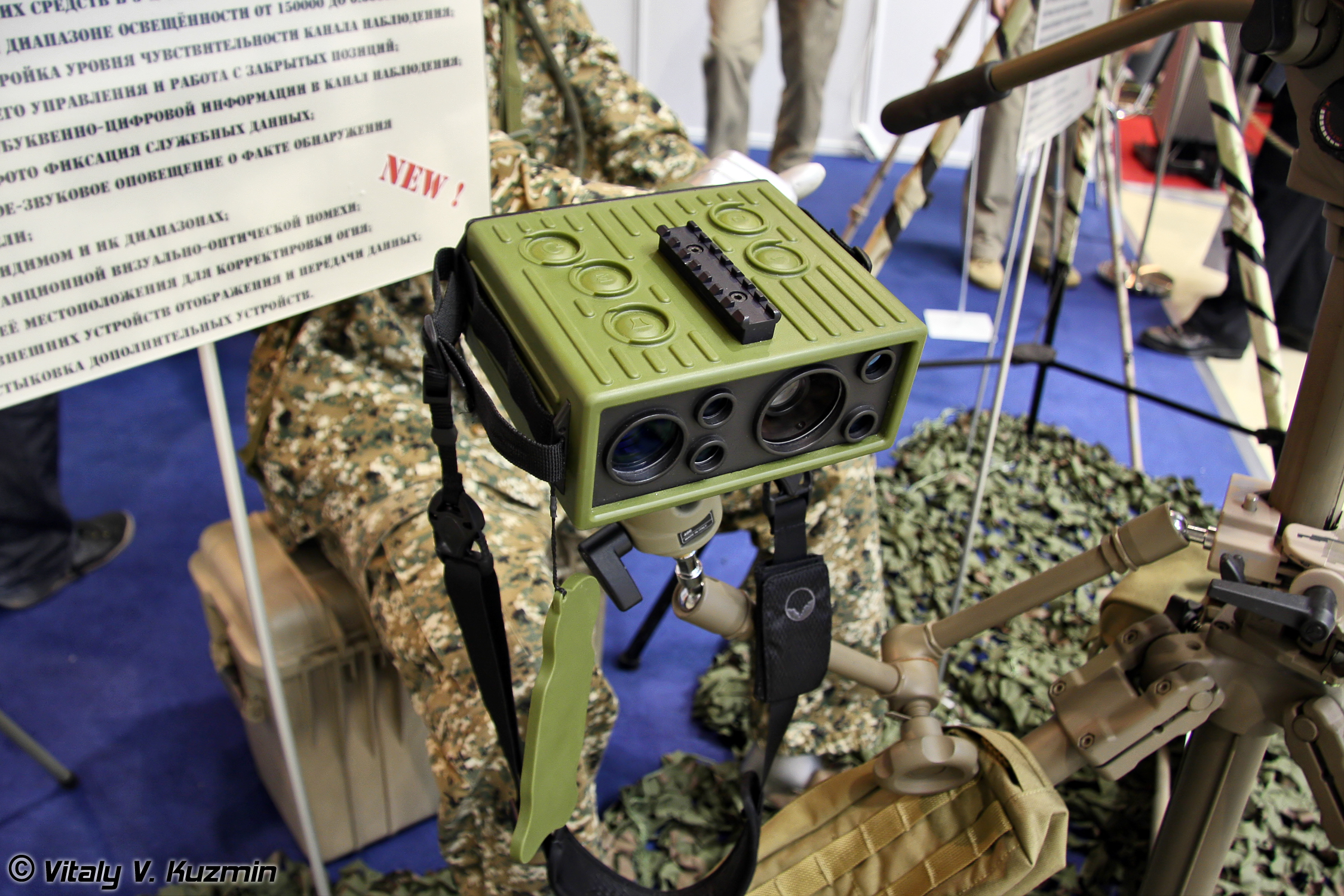
Стационарный комплекс Антиснайпер в виде разведывательного прибора

Прибор обнаружения оптики «Антиснайпер» производит компания «Инновационная безопасность». Компания показывала прибор на выставке «Частные производители оборонного комплекса 2012».
Существует в виде стационарного прибора. Реализация в виде прицелов связана также с тем, что прибор может автоматически определять дистанцию до цели, что может использоваться в баллистическом калькуляторе прицела для автоматического расчёта угла стрельбы в зависимости от дальности.

#### Тактико-технические характеристики устройства в виде стационарного прибора
Общие ТТХ
- Разрешение телевизионной матрицы - 752 х 582 точек
- Угловое поле зрения оптического визира 3,4° (Г) х 2,5°(В)
- Чувствительность /минимальная освещённость 0,005 лк.
- Диапазон диоптрийной настройки окуляра ± 5 диоптр
- Тип микро дисплея OLED SVGA
- Разрешение микро-дисплея 800 x 600 точек

Характеристики обнаружения оптических объектов 
- Максимальная дальность для объекта типа прицел ПСО-1 при метеорологической видимости 10 км и освещённости 70000 люкс - 1200 м
- Минимальная дальность обнаружения оптических объектов 70±10 м
- Точность измерения дальности до обнаруженного оптического объекта не хуже 10 м
- Угловые размеры зоны обнаружения: - в вертикальной плоскости - в горизонтальной плоскости 1,8° / 32 mil 0,03° / 0,5 mil
- Максимальная скорость обзора пространства, при которой обеспечивается обнаружение оптических объектов 30° /с

### СОСНА
НИИ «Полюс», входящее в Холдинг «Швабе», разработало нейтрализаторы «СОСНА» и «СОСНА-Н».